# Притцель, Аксель
Аксель Карл Мартин Притцель (дат. Axel Carl Martin Pritzel, 14 марта 1874 — 1966) — датский шахматист. Один из сильнейших шахматистов Дании первой трети XX века. Серебряный призер чемпионата Дании (1922). Представлял Данию на турнире северных стран 1901 г. Продолжатель шахматной династии: его отец Софус Притцель (1840—1909) также входил в число лидеров датских шахмат рубежа XIX — XX вв. (представлял Данию на турнире северных стран 1899 г.).
Сейчас наиболее известен по партии с А. И. Нимцовичем (1922 г.), которую гроссмейстер поместил в своей книге «Моя система».

## Спортивные результаты
| Год  | Город         | Соревнование                                | + | − | = | Результат | Место |
| ---- | ------------- | ------------------------------------------- | - | - | - | --------- | ----- |
| 1901 | Гётеборг      | 3-й турнир северных стран                   | 5 | 4 | 1 | 5½ из 10  | 5—6   |
| 1909 | Гётеборг      | 7-й турнир северных стран (побочный турнир) | 1 | 0 | 6 | 4 из 7    | 3     |
| 1916 | Копенгаген    | 9-й турнир северных стран (побочный турнир) | 4 | 6 | 3 | 5½ из 13  | 9—10  |
| 1922 | Копенгаген    | Чемпионат Дании                             | 4 | 2 | 1 | 4½ из 7   | 2—3   |
|      | Копенгаген    | Турнир датских шахматистов                  |   |   |   |           | [ 5 ] |
| 1931 | Фридериксхавн | Чемпионат Дании                             |   |   |   |           |       |
| 1940 | Копенгаген    | Турнир датских шахматистов                  |   |   |   | 2 из 7    | 10—11 |